# S.S. Formia Calcio
US Formia Calcio 1905 là một câu lạc bộ bóng đá Ý có trụ sở tại Formia, Lazio. Màu sắc chính thức của nó là trắng và xanh dương và chơi các trận đấu trên sân nhà của mình tại Stadio Comunale di Maranola (Formia) kể từ năm 2015. Đội bóng trước đó đã chơi tại Stadio Nicola Perrone.  